# The Agonist
A The Agonist egy kanadai dallamos death metal együttes amely 2004-ben alakult Danny Marino gitárossal, Chris Kells basszusgitárossal és Alissa White-Gluz énekesnővel. A zenekar eredetileg a The Tempest nevet használta, a The Agonist nevet csak később 2007-ben vették fel, mikor leszerződtek a Century Media Records lemezkiadóval.
A zenekar egyik meghatározó stílusjegye, hogy folyamatosan váltakozik a tiszta énekhang és az ún. hörgés. Eddig hat stúdióalbumuk jelent meg.
2014 márciusában Alissa White-Gluz és a The Agonist útjai különváltak, lévén Alissa a svéd, dallamos death metal együttes, az Arch Enemy énekese lett, ahol Angela Gossow helyét vette át. 2014 márciusától egy görög énekesnő, Vicky Psarakis a The Agonist új énekese. 2015 februárjában jelent meg a negyedik lemezük, melyen már Vicky hallható. 2016. szeptember 30-án jelent meg ötödik nagylemezük, Five címmel, a Napalm Records gondozásában. 2019. szeptember 20-án jelentkeztek ismét albummal, amely az Orphan címet viselte. Vicky a lemez megjelenése előtt egy interjúban felfedte: már 2018-ban elkészültek a felvételekkel, ám "egy bizonyos személy" miatt nem tudták kiadni, aki nem más, mint Alissa White-Gluz. Az énekesnő elmondása szerint elődje "amióta csak kirúgták a The Agonistból, ott tesz keresztbe nekik, ahol csak tud." Alissa később reagált a vádakra, állítása szerint Vickyt félreinformálták, ő maga a zenekarból való távozása óta nem foglalkozott egykori bandatársaival. 

## Tagok

### Jelenlegi tagok
- Vicky Psarakis – ének (2014–)
- Danny Marino – gitár (2004–)
- Chris Kells – basszusgitár, háttérvokál (2004–)
- Simon McKay – dob (2007–)
- Pascal "Paco" Jobin – gitár (2010–)

### Korábbi tagok
- Alissa White-Gluz – ének (2004–2014)
- Andrew Tapley – gitár (2007–2008)
- Chris Adolph – gitár (2009)

## Diszkográfia

### Nagylemezek
- Once Only Imagined (2007)
- Lullabies for the Dormant Mind (2009)
- Prisoners (2012)
- Eye of Providence (2015)
- Five (2016)
- Orphans (2019)

### Kislemezek
- The Escape (2011)
- Disconnect Me (2014)
- Days Before The World Wept (2021)